# Под игом большевизма
«Под и́гом большеви́зма»  (фин. Bolshevismin ikeen alla) — чёрно-белый немой художественный фильм, снятый в 1919 году в Финляндии на студии Aktiebolaget Finlandia Film русскими эмигрантами, бежавшими от революции в России.
Премьера фильма состоялась 27 октября 1919 года в театре «Паллас». Является первым кинофильмом независимой Финляндии (снимался в Полянах). Снят летом 1919 года, известно, что фильм был показан в Финляндии как минимум в Хельсинки и Выборге.
Режиссёр фильма Георгий Кроль. Сценарист — Сергей Животовский. Продюсер Эрик Эстландер.
Как сам фильм, так и его сценарий считаются утраченными. Сохранилось только одно изображение из фильма.

## В ролях
- Любовь Егорова — Полинка
- Раиса Лорк — Наташа
- Сергей Животовский — Пробщевский